# بيفرلي وولف
بيفرلي وولف (بالإنجليزية: Beverly Wolff)‏ هي مغنية ومغنية أوبرا أمريكية، ولدت في 6 نوفمبر 1928 في أتلانتا في الولايات المتحدة، وتوفيت في 14 أغسطس 2005 في ليكلاند في الولايات المتحدة.

## وصلات خارجية
- بيفرلي وولف على موقع ميوزك برينز (الإنجليزية)
- بيفرلي وولف على موقع أول ميوزيك (الإنجليزية)
- بيفرلي وولف على موقع ديسكوغز (الإنجليزية)